# Ni liv
Ni Liv é um filme de drama norueguês de 1957 dirigido e escrito por Arne Skouen.
Foi indicado ao Oscar de melhor filme estrangeiro na edição de 1958, representando a Noruega.

## Elenco
- Jack Fjeldstad - Jan Baalsrud
- Henny Moan - Agnes
- Alf Malland - Martin
- Joachim Holst-Jensen - Bestefar
- Lydia Opøien - Jordmoren
- Edvard Drabløs - Skolelæreren
- SSverre Hansen - Skomakeren
- Rolf Søder - Sigurd Eskeland
- Ottar Wicklund - Henrik
- Olav Nordrå - Konrad
- Alf Ramsøy - Ivar, kjelketrekker
- Jens Bolling - Alfred, kjelketrekker
- Per Bronken - Ole, kjelketrekker
- Grete Nordrå - Stenografen
- Lillebil Nordrum - Sykepleiersken